# Cara-Ancha

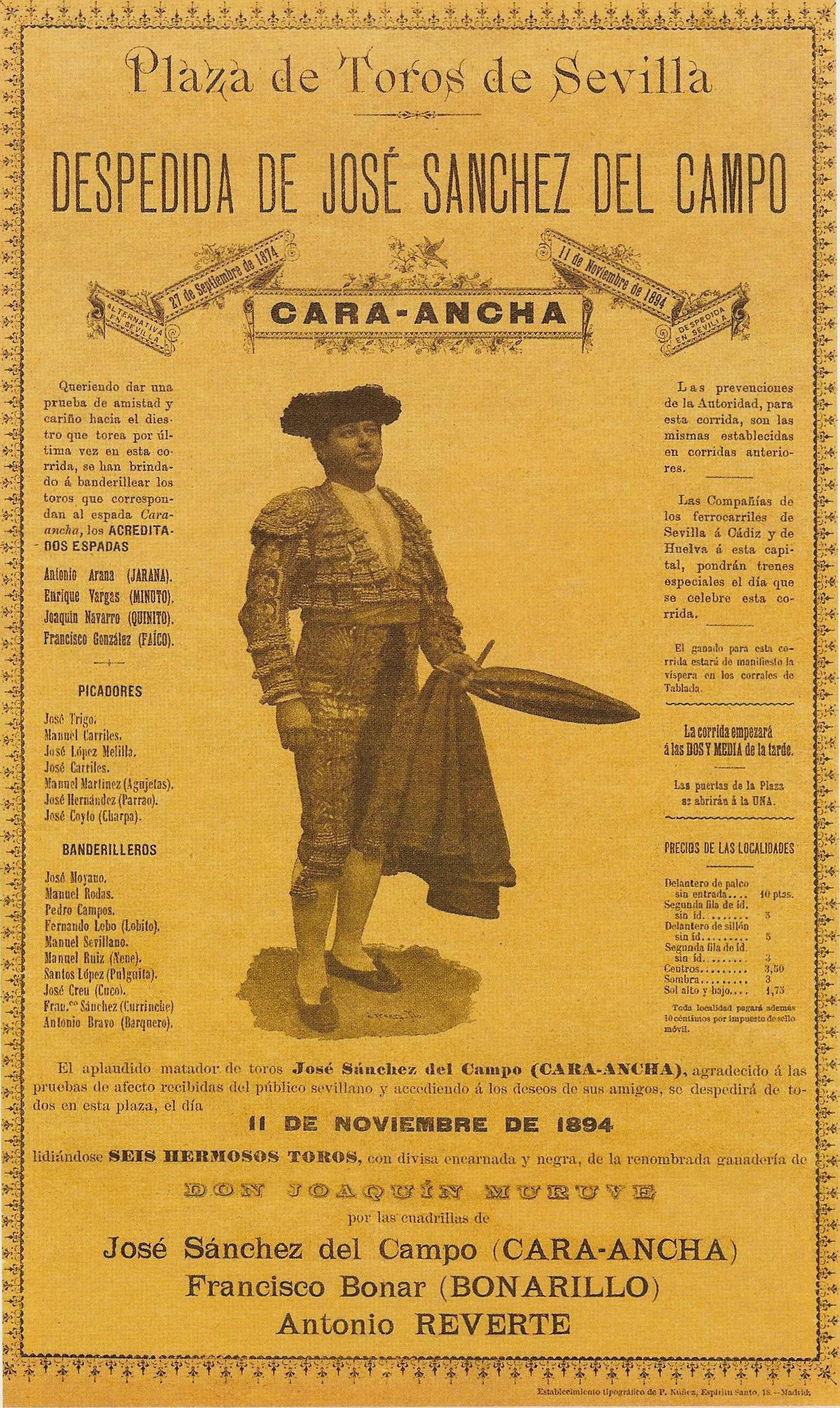

José Sánchez del Campo (bijnaam: Cara-Ancha, Spaans voor "breedgezicht"), (Algeciras, 8 mei 1848 - Aznalcázar, 31 mei 1925) was een Spaans torero.

## Biografie
Het gezin Sánchez del Campo verhuisde kort na zijn geboorte naar Sevilla, waar hij het stierenvechten leerde kennen en op 24 september 1874 vocht hij zijn eerste officiële gevecht. Aan de hand van Lagartijo werd hij geïntroduceerd op 25 mei 1875 in Madrid. Op 9 april 1882 raakte Cara-Ancha gewond aan zijn rechterzijde, maar hij herstelde van deze verwondingen en vocht nog 15 andere gevechten (corridas) in de Spaanse hoofdstad. Op 11 november 1894 trok hij zich terug uit Madrid en hij overleed in Aznalcázar in de provincie Sevilla, de stad waar hij burgemeester van was geworden.